# Martin Lendi

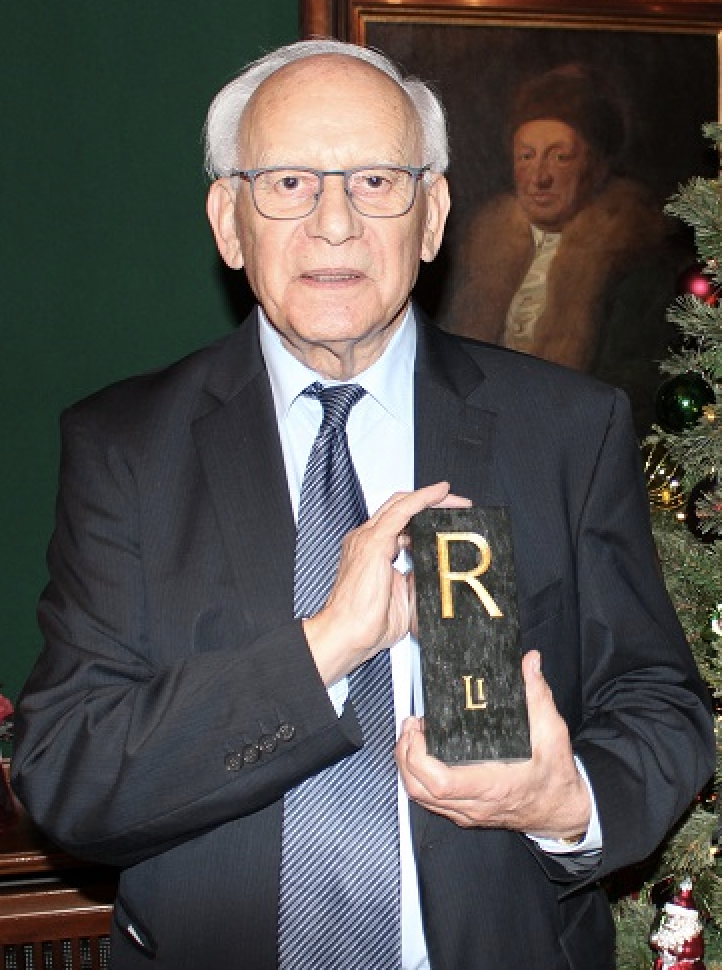
Martin Lendi mit dem Röpke-Preis des Liberalen Instituts, 2018

Martin Lendi (* 23. September 1933 in Bad Ragaz) ist ein Schweizer Rechtswissenschaftler. Er war ab 1969 Professor an der ETH Zürich und ab 1976 ordentlicher Professor für Rechtswissenschaften. Er emeritierte am 1. Oktober 1998.

## Leben
Lendi ist Bürger von Tamins und Küsnacht. Er studierte in Zürich Rechtswissenschaft, doktorierte 1958 und erwarb 1960 das Anwaltspatent.
1961–1969 war er Generalsekretär für das Baudepartement des Kantons St. Gallen, 1969–1987 u. a. Mitglied der Leitung und Vorsteher des ORL-Institutes (bis 1987), Vorsteher der Abteilung für Geistes- und Sozialwissenschaften, Vorsteher des Departementes für Recht und Ökonomie sowie Mitglied der Dozenten- und der Planungskommission. Ab 1987 hatte er eine selbständige Professur für Rechtswissenschaften inne. In der Forschung standen Aspekte der Raumplanung, des Verkehrsrechts sowie des Rechts des Lebensraumes im Vordergrund. Grössere Forschungsprojekte betrafen die Mitarbeit an den Landesplan-Leitbildern, die politische Planung, die parastaatliche Verwaltung, das Verkehrsrecht und die Lehre von der Raumplanung.
Stephan Lendi ist sein Sohn.

## Auszeichnungen und Gastdozenturen
- Titularprofessor an der Donau-Universität Krems[2]
- Gastdozent an der Technischen Universität Wien[3]
- Preisträger des Camillo-Sitte-Preises 1987[4]
- Mitglied der deutschen Akademie für Raumforschung und Landesplanung (ARL)[5]
- 1999: Ehrendoktor der Universität für Bodenkultur in Wien (Dr. h.c.)[6]
- Ehrenmitglied Schweizerische Vereinigung für Landesplanung
- Ehrenmitglied Schweizerische Bausekretärenkonferenz
- Ehrenmitglied Europäische Akademie für Landnutzung und Entwicklung
- Röpke-Preis für Zivilgesellschaft, Liberales Institut, 2018[7]

## Publikationen

### Grössere Werke (Auswahl)
- Legalität und Ermessensfreiheit, Diss. ZH 1958, verlegt St. Gallen 1959
- Planungsrecht und Eigentum, ZSR 1976
- Recht und Politik der Raumplanung, Zürich 1984
- Lebensraum, Technik, Recht, Zürich 1988
- Bewährung des Rechts, Zürich 1992
- Grundriss einer Theorie der Raumplanung, Zürich 1988[8]
- Verkehr und Recht, Zürich 1998
- Politisch, sachlich und ethisch indizierte Raumplanung – am Beispiel der Schweiz, Wien 1998
- Gesellschaftlich vernetztes Recht, Zürich 1999[9]
- Rechtsordnung, Zürich 1992[10]
- Steuerung der Siedlungsentwicklung. Übersicht zu Intentionen und Modalitäten, Zürich 2003 (Research Collection ethz)
- Politikberatung. Nachfrage – Resonanz – Alibi, Zürich 2005[11]
- Die Zukunft als Herausforderung des Rechts, Zürich 2007 (Research Collection ethz)[12]
- Regieren – Strategiekompetenz, Politikmanagement, Zürich 2015 (Research Collection ethz)[13]
- Geschichte und Perspektiven der schweizerischen Raumplanung, Zürich 2018[14]
- Freude am Recht, Schulthess Verlag, Zürich, 2019[15]

### Werke für den Unterricht (Lehrbücher, Skripten, Studienunterlagen) (Auswahl)
- Schweizerisches Planungsrecht. Berichte zur Orts-, Regional- und Landesplanung, Zürich 1974
- Einführung in die Regierungs- und Verwaltungslehre, Zürich 1977 (unter Mitarbeit von Wolf Linder, Robert Nef und Robert Imholz)
- Einführung in das Baurecht, Zürich 1979
- Grundriss des Raumplanungsrechts, Zürich 1981, ca. 200 Seiten (Grundlage der Vorlesungen zum Raumplanungsrecht nach Inkrafttreten des RPG)
- Nationalplanung, Zürich 1983
- Verkehrsrecht. Eine Einführung in das schweizerische Verkehrsrecht, Zürich 1983 (erste Entwürfe zum Verkehrsrecht bearbeitete schon früh Markus Wirth, später Dr. iur. Robert Schindler als Vorarbeiten zur BV-Kommentierung)
- Nationalplanung, Zürich 1989 (Mitarbeit Peter Hübner)
- Lendi Martin (Mitarbeit: Erwin Hepperle, Robert Nef): Probleme des Bodenrechts, Zürich 1990.
- Rechtsfälle zum Raumplanungsrecht, Zürich 1985 (Mitarbeit Silvio Jörg)[16]
- Recht der Sicherheitspolitik, Skriptentwurf, ab 1990 bis 2005, nicht publiziert, aber verbreitet, vor allem in der Fassung von 2001 (ca. 200 Seiten)
- Recht der Sicherheitspolitik. Tafeln zur Vorlesung, 3. A., Zürich 1998 (Mitarbeit Heinz Heller)
- Nationalplanung. Planung als Auseinandersetzung mit der Zukunft, Zürich 1993
- Rechtsordnung, 3. A., Zürich 2001 (neue BV integriert)
- Das Recht der schweizerischen Sicherheitspolitik, Zürich 2001, vervielfältigt und verbreitet (ca. 200 Seiten)

### Kleinere Aufsatzsammlungen
- In die Zeit gesprochen. Reflexionen zu Recht und Politik, Zürich 1990
- Planung als politisches Mitdenken, Zürich 1993/1994
- Politik – Gespräch mit der Gegenwart, Zürich 1994
- Subtilitäten des Rechts, Zürich 1996

## Werke zu Ehren von Martin Lendi
- Alexander Ruch, Gérard Hertig, Urs Ch. Nef (Hrsg.): Das Recht in Raum und Zeit, Festschrift für Martin Lendi, Zürich 1998
- Michael Koch, Willy A. Schmid (Hrsg.): Die Stadt in der Schweizer Raumplanung, ein Lesebuch, Martin Lendi gewidmet, Zürich 1999